# Amazontinamo
Amazontinamo (Crypturellus undulatus) är en fågel i familjen tinamoer inom ordningen tinamofåglar.

## Utseende och läte
Amazontinamon är en medelstor medlem av familjen med mörkgrå kropp och vit strupe. Fjäderdräkten är i olika grad marmorerad ovan och under. Lätet är ett vittljudande sorgsamt "whoo-who-whooo" som upprepas långa perioder, mestadels under tidiga morgnar och sena eftermiddagar.

## Utbredning och systematik
Amazontinamo förekommer som namnet avslöjar i Amazonområdet i östra Sydamerika, men även söderut till norra Argentina. Den delas in i sex underarter med följande utbredning:
- Crypturellus undulatus manapiare – förekommer i södra Venezuela (övre Río Ventuari i Amazonas)
- Crypturellus undulatus simplex – förekommer i sydvästra Guyana och angränsande områden i Brasilien
- Crypturellus undulatus yapura – förekommer från sydöstra Colombia till östra Ecuador, östra Peru och nordvästra Brasilien
- Crypturellus undulatus vermiculatus – förekommer i östra Brasilien, från södra Maranhão till Mato Grosso
- Crypturellus undulatus adspersus – förekommer i Brasilien söder om Amazonfloden, från Rio Madeira till Rio Tapajós
- Crypturellus undulatus undulatus – förekommer från sydöstra Peru till norra Argentina

## Levnadssätt
Amazontinamon hittas i skogsområden, både i torra och fuktiga, där den föredrar områden intill vattendrag. Den ses dock oftast när den korsar stigar eller vägar. I övrigt är den likt andra tinamoer skygg och svår att få syn på.

## Status och hot
Arten har ett stort utbredningsområde, men tros minska i antal, dock inte tillräckligt kraftigt för att den ska betraktas som hotad. Internationella naturvårdsunionen IUCN listar arten som livskraftig (LC).

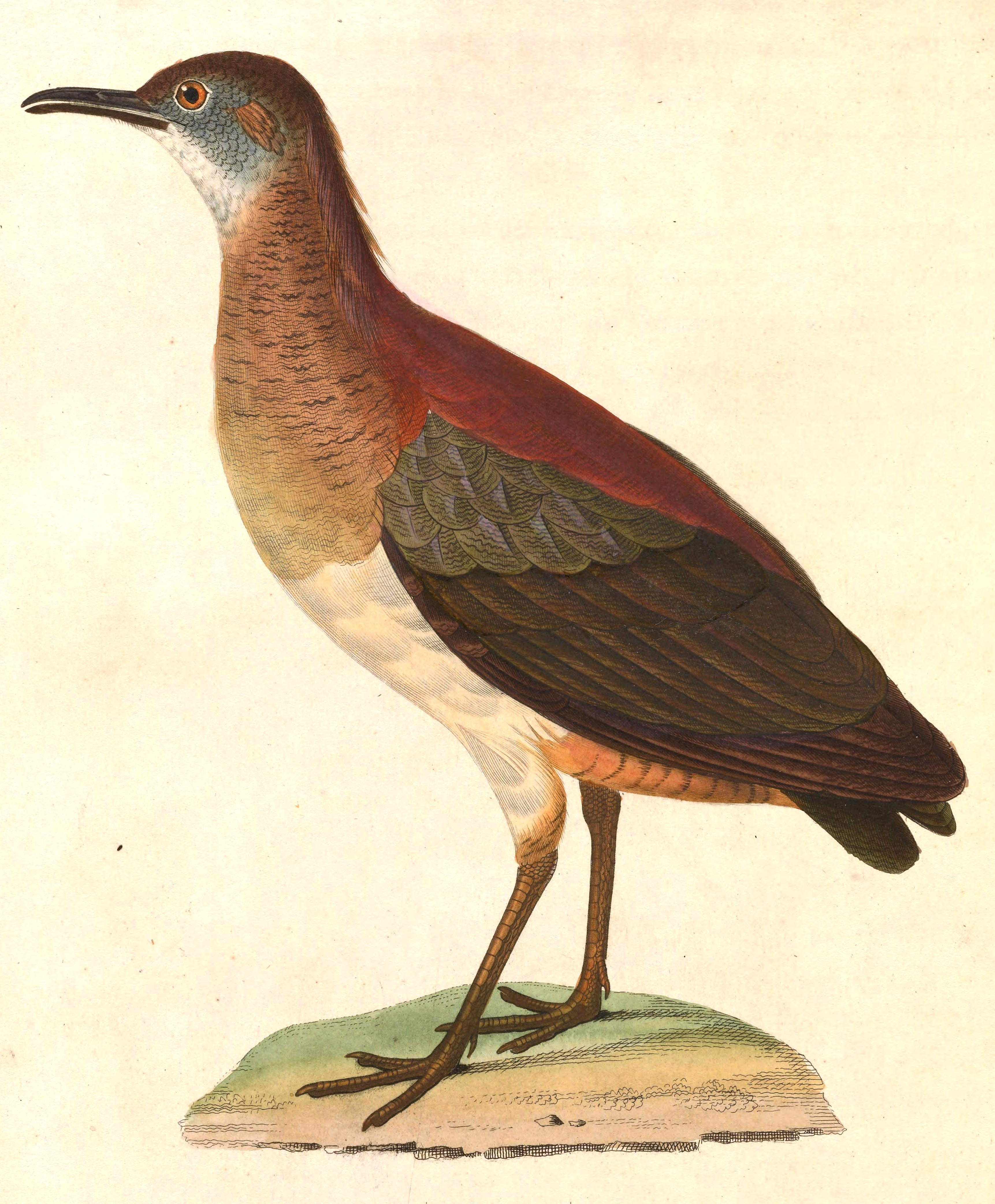

## Namn
På svenska har arten även kallats inambutinamo.